# شیلدریک دوم

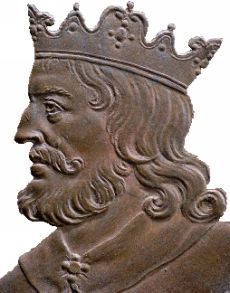
چهره شیلدریک دوم بر روی یک نشان برنزی

شیلدِریش،خیلدریک یا شیلدِریک دوم(زاده ۶۵۳-درگذشت ۶۷۵ (میلادی)) از ۶۶۲ پادشاه اوسترازیا و از ۶۷۳ پادشاه نوستریا و بورگوندی بود. او دومین پسر کلوویس دوم بود. برادرش کلوتار سوم زمانی کوتاه پادشاه همه فرانک‌ها بود ولی چندی پس از آن اوسترازیا را به برادرش شیلدریک دوم واگذار کرد.